# Miguel Littin
Miguel Littin Cucumides, né le 9 août 1942 à Palmilla au Chili, est un réalisateur, scénariste, acteur et producteur pour le cinéma et la télévision, et un écrivain chilien d'origine palestinienne. L'œuvre de ce cinéaste, engagé bien que non partisan, est un témoignage des troubles de la politique chilienne du XXe siècle, et de la souffrance de ses contemporains latino-américains.

## Biographie
Miguel Littin est né au Chili en 1942, d'une mère grecque et d’un père palestinien. Il étudia les arts dramatiques et la scénographie à l'université du Chili entre 1959 et 1962 puis travailla comme réalisateur pour le canal de télévision de celle-ci, le Canal 9 de la Televisión Universitaria, entre 1967 et 1970.
En 1965, il réalisa un court métrage expérimental, Por la tierra ajena, avec une chanson du même titre de son compatriote Patricio Manns. En 1969, il connut son premier succès grâce au Chacal de Nahueltoro, dans lequel il dénonce la marginalité des paysans, et une justice à deux vitesses. En 1971, le président Salvador Allende le nomma à la tête de l'institution Chile Films. Durant l'Unité populaire du Chili, Littin réalisa quelques documentaires et le long métrage La tierra prometida en 1971, qu'il dut terminer en exil.
En effet, après le coup d'État de 1973, Littin s'installa au Mexique. Il y dirigea Actes de Marusia (Actas de Marusia, 1975), adaptation du roman de Patricio Manns. Le film raconte une rébellion de travailleurs refoulée brutalement dans le nord du Chili. Représentatif du mouvement ouvrier chilien du XXe siècle, ce film interroge l'échec politique de l'Unité populaire. Tourné dans le désert de Chihuahua, Actes de Marusia bénéficie d'un grand budget, et d'acteurs renommés tels que Gian Maria Volontè. La musique est signée Mikis Theodorakis et Ángel Parra. Succès tant commercial qu'artistique, il fut nommé parmi les cinq meilleurs films étrangers aux Oscars.
Toujours avec un budget important, Littin s'attaqua à des adaptations de romans : Vive le Président - également appelé Le Recours de la méthode - (El recurso del método, 1978) adapté d'Alejo Carpentier, La Veuve Montiel (La viuda de Montiel, 1979) de Gabriel García Márquez et Alsino et le Condor (Alsino y el cóndor, 1982) de Pedro Prado.
En 1985, Littin retourna clandestinement au Chili pour y filmer une chronique à haut risque de la dictature de Pinochet. Son audace inspira un livre à Gabriel García Márquez : L'Aventure de Miguel Littín, clandestin au Chili, qui devint rapidement un best-seller dans le monde. À partir de ces images il réalisa le documentaire Acta general de Chile (1986). Ces deux œuvres constituent un double témoignage des difficultés que connaissait le pays dans les années 1980. Puis Littin porta à l'écran un roman biographique de Tomás Pérez Turrent sur la vie du leader de la guérilla nicaraguayen Augusto Sandino (Sandino, 1990).
Avec le retour de la démocratie au Chili, Littin abandonna son exil et revint définitivement dans son pays natal. En 1994, il réalisa Los náufragos, racontant cette expérience, suivi de Terre de feu (Tierra del Fuego, 2000), dans un style plus léger d'épopée populaire.
Dans sa carrière, Littin a reçu de nombreuses nominations et plusieurs distinctions internationales. Il est membre fondateur de la Fundación del Nuevo Cine Latinoamericano.
Littin est également engagé en politique. Il est élu local de Palmilla, commune dont il est maire de 1992 à 1994 et de 1996 à 2000. Le 7 juin 2023, il est élu membre de l'Assemblée constituante pour la région du Libertador General Bernardo O'Higgins. Au titre de doyen d'âge, il préside la séance inaugurale le 7 juin suivant.

## Filmographie

### Comme réalisateur
- 1965 : Por la tierra ajena
- 1969 : Le Chacal de Nahueltoro (El Chacal de Nahueltoro)
- 1971 : Compañero presidente, documentaire
- 1973 : La Terre promise (La tierra prometida)
- 1973 : On vous parle du Chili : ce que disait Allende, documentaire de 16' coréalisé avec Chris Marker (TV)
- 1976 : Crónica de Tlacotalpan
- 1976 : Actes de Marusia (Actas de Marusia)
- 1978 : Le Recours de la méthode (El recurso del método)
- 1979 : La Veuve Montiel (La viuda de Montiel)
- 1980 : Acuacultura - Granjas de agua
- 1982 : Alsino et le Condor (Alsino y el cóndor)
- 1986 : Acta general de Chile (es), documentaire
- 1990 : Sandino (es)
- 1994 : Los náufragos (es)
- 1998 : Aventureros del fin del mundo (TV)
- 2000 : Tierra del fuego
- 2001 : Crónicas palestinas, documentaire
- 2002 : El abanderado
- 2005 : La última luna (en)
- 2009 : Dawson. Isla 10 (es), documentaire
- 2014 : Allende en su laberinto (es)

### Comme scénariste
Miguel Littin est scénariste de certains de ses propres films :
- 1965 : Por la tierra ajena
- 1969 : Le Chacal de Nahueltoro (El Chacal de Nahueltoro)
- 1971 : La tierra prometida (es)
- 1976 : Actes de Marusia (Actas de Marusia)
- 1978 : ¡Viva el presidente!
- 1979 : La Veuve Montiel (La viuda de Montiel)
- 1982 : Alsino et le Condor (Alsino y el cóndor)
- 1986 : Acta general de Chile (es), documentaire
- 1990 : Sandino (es)
- 1994 : Los náufragos (es)
- 1998 : Aventureros del fin del mundo
- 2000 : Tierra del fuego
- 2001 : Crónicas palestinas, documentaire
- 2002 : El abanderado
- 2005 : La última luna (en)

### Comme acteur
- 1967 : El ABC del amor, segment Mundo mágico de Helvio Soto
- 1967 : Érase un niño, un guerrillero, un coballo... de Helvio Soto

### Comme producteur
- 1980 : Acuacultura - Granjas de agua
- 2005 : La última luna (en)

## Récompenses et distinctions
- 1970 : Prix OCIC au Festival international du film de Berlin pour Le Chacal de Nahueltoro
- 1976 : Ariel d'Or à Mexico pour Actes de Marusia
- 1980 : Colomb d'Or au Festival du film latino-américain de Huelva pour La Veuve Montiel
- 1983 : Prix FIPRESCI, mention honorable à la Mostra de Venise pour Acta General de Chile
- 1983 : Golden Prize au Festival international du film de Moscou pour Alsino et le Condor
- 1994 : Kikito d'Or du Meilleur scénario au Festival de Gramado pour Los náufragos
- 2006 : Catalina du Meilleur film au Festival de Carthagène pour La Última luna